# Trochosa entebbensis
Trochosa entebbensis är en spindelart som först beskrevs av Roger de Lessert 1915.  Trochosa entebbensis ingår i släktet Trochosa och familjen vargspindlar. Inga underarter finns listade i Catalogue of Life.